# SMFGUI
SMFGUI (Service Management Facility with a Graphical User Interface) — программа, предоставляющая графический интерфейс к механизму Service Management Facility, который используется для управления службами в Solaris 10 и OpenSolaris. Программа создана кировской группой пользователей OpenSolaris.